# Раявер, Маргус
Маргус Раявер (эст. Margus Rajaver; 16 июля 1989, Салме, Сааремаа) — эстонский футболист, атакующий полузащитник.

## Биография
Начинал заниматься футболом в детской секции посёлка Салме, затем — в юношеской команде «Курессааре». С 2005 года стал играть на взрослом уровне за «Курессааре» и его фарм-клуб «Сёрве», в составе «островитян» провёл подавляющую часть своей карьеры. Дебютный матч в высшем дивизионе Эстонии сыграл 6 марта 2005 года против «Тулевика» в возрасте 15 лет и 7 месяцев, став на тот момент одним из самых юных игроков лиги. Первый гол в элите забил 14 июля 2012 года в ворота таллинского «Калева». За 14 лет вместе с клубом неоднократно курсировал между высшей и первой лигами, а один сезон (2016) провёл в третьем дивизионе, где стал победителем. Также в 2010 году недолго играл за «Флору» (Раквере), бывшую тогда фарм-клубом «Курессааре». О завершении профессиональной карьеры объявлял в конце 2018 года, но затем на время возвращался в резервную команду, а также выступал за «Козе» в четвёртом дивизионе.
Всего в составе «Курессааре» сыграл 219 матчей и забил 25 голов в разных лигах чемпионата Эстонии, из них 78 матчей и 3 гола — в высшем дивизионе.
Неоднократно выступал за сборную острова Сааремаа, в том числе принимал участие в Островных играх 2005, 2007, 2015 годов.

## Личная жизнь
Брат Урмас (род. 1988) также футболист, выступавший за «Курессааре».